# Stazione di Sinferopoli
La stazione di Sinferopoli (in russo Станция Симферополь-Пассажирский?, Stancija Simfeporol'-Passažirirskij; in ucraino Станція Сімферополь-Пасажирський?, Stancija Simfeporol'-Pasažyrs'kyj) è una stazione ferroviaria situata a Sinferopoli, in Crimea, territorio riconosciuto dalla maggior parte dei paesi come parte dell'Ucraina, ma di fatto sotto controllo ed amministrazione della Russia. L'edificio della stazione, progettato dall'architetto sovietico Alexej Duškin nel 1951 e restaurato nel 2000, è una delle principali attrazioni architettoniche di Sinferopoli.

## Storia

### Impero russo
La mancanza di una ferrovia in Crimea ha complicò notevolmente la guerra di Crimea e successivamente il commercio e lo sviluppo dell'economia crimeana e delle regioni vicine.
Nell'estate del 1871 iniziò la costruzione della ferrovia Lozova-Sebastopoli, lunga 615 chilometri. I bassi stipendi e le gravi condizioni dell'inverno e dell'estate provocarono lotte per i diritti fondamentali, con diversi scioperi, tra cui quello più grande si verificò nel maggio 1873 sul tratto ferroviario Sinferopoli- Sebastopoli.
La costruzione vicino a Simferopol iniziò nel 1872. Il percorso originale per la ferrovia Lozova-Sebastopoli sarebbe dovuto passare circa 32 chilometri a ovest di Sinferopoli, ma gli industriali e i commercianti locali, consapevoli dei vantaggi che una ferrovia avrebbe apportato alla città, riuscirono a far rivedere il lrogetto. Funzionari e proprietari terrieri a Sinferopoli offrirono terra libera per la stazione e il deposito di locomotive.
La prima sezione della ferrovia Lozova-Aleksandrovsk, con una diramazione per Ekaterinoslav,  fu commissionata il 15 novembre 1873. Il secondo tratto Aleksandrovsk-Melitopol, è stato aperto il 23 luglio 1874. Il 1º giugno 1874, il primo treno merci arrivò alla stazione di Sinferopoli, mentre il 14 ottobre 1874 fu aperto il segmento Melitopol-Simferopol di 367 chilometri e il primo treno passeggeri arrivò alla stazione. Il segmento Sinferopoli-Sebastopoli di 116 chilometri fu costruito nel 1875. Il 5 gennaio è iniziata l'attività dell'intera linea Lozova-Sinferopoli.
Nel 1909, i treni merci portarono quasi 11 milioni di libbre di merci a Sinferopoli. Lo sviluppo dell'industria in Crimea ha richiesto l'importazione di petrolio, carbone, ferro, acciaio, lamiera, rotaia, ponteggi e pietre. Le esportazioni dalla Crimea consistevano principalmente di prodotti agricoli: frutta, verdura, tabacco, vino e lime.

### Occupazione nazista
Dal 1916 al 1944, la stazione di Simferopol fu gestita da un gruppo di soldati sovietici sotto la guida di Viktor Kirillovič Yefremov. Prima della Grande Guerra Patriottica, Yefremov era vice capo della stazione. Durante la guerra, gli occupanti nazisti uccisero sua moglie. Gli fu offerto un lavoro con il Terzo Reich e poi la posizione di "capo di stazione russo".
Invece, Yefremov organizzò un gruppo clandestino di operai della stazione. Hanno commesso 17 atti di sabotaggio, tra cui l'esplosione di nove treni che trasportavano munizioni e due di carburante. Sotto vari pretesti, hanno ritardato la riparazione di materiale rotabile, attrezzature contaminate e hanno trasmesso informazioni sulla quantità e il movimento di merci, attrezzature e truppe.
All'inizio di marzo del 1944, i nazisti arrestarono Yefremov e altri membri della sua squadra. Un membro, AA Breyer, non volendo arrendersi ai nazisti, si gettò sotto un treno.
Nel 1972, presso la stazione fu installata una lapide con bassorilievi di Yefremov e dei suoi colleghi Breyer, V. Lavrinenko, I. Levitsky e N.Y. Sokolov. Il monumento è stato realizzato dagli scultori V.V. Petrenko e N.I. Petrenko.

## Annessione alla Russia
Da quando la Russia ha annesso la Crimea nel 2014, un minor numero di treni ha servito la stazione di Sinferopoli. L'unico treno a lunga percorrenza è il "Crimea", che collega Mosca a Sinferopoli (via Rostov-sul-Don).

## Galleria fotografica

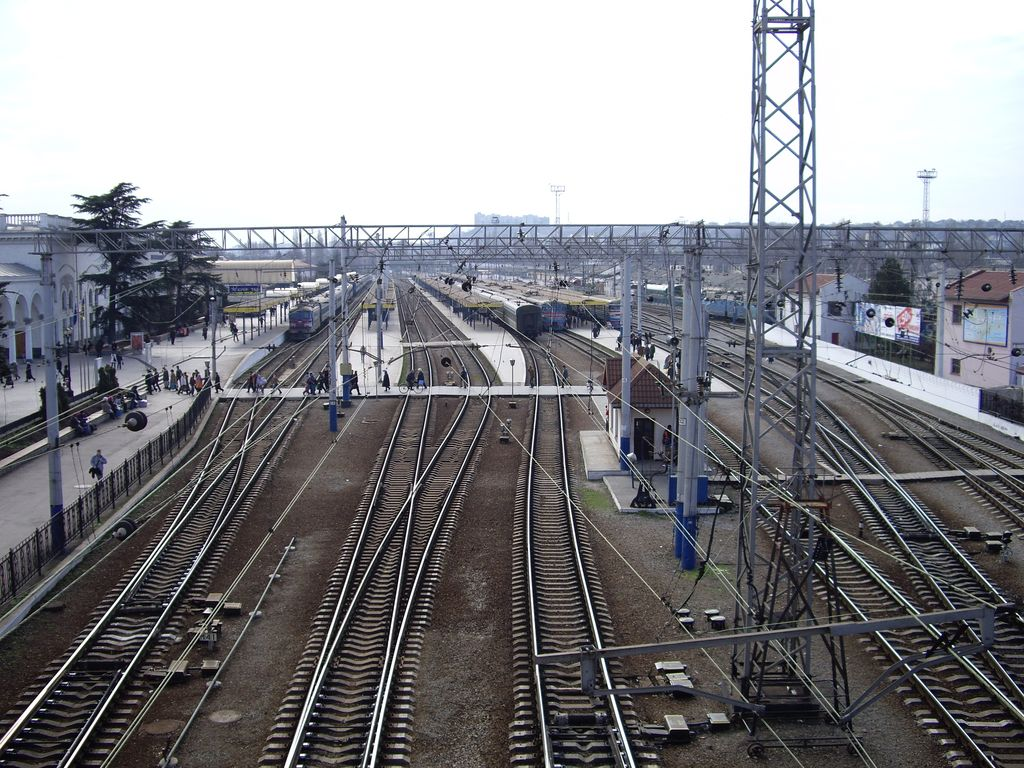
Piattaforme della stazione.
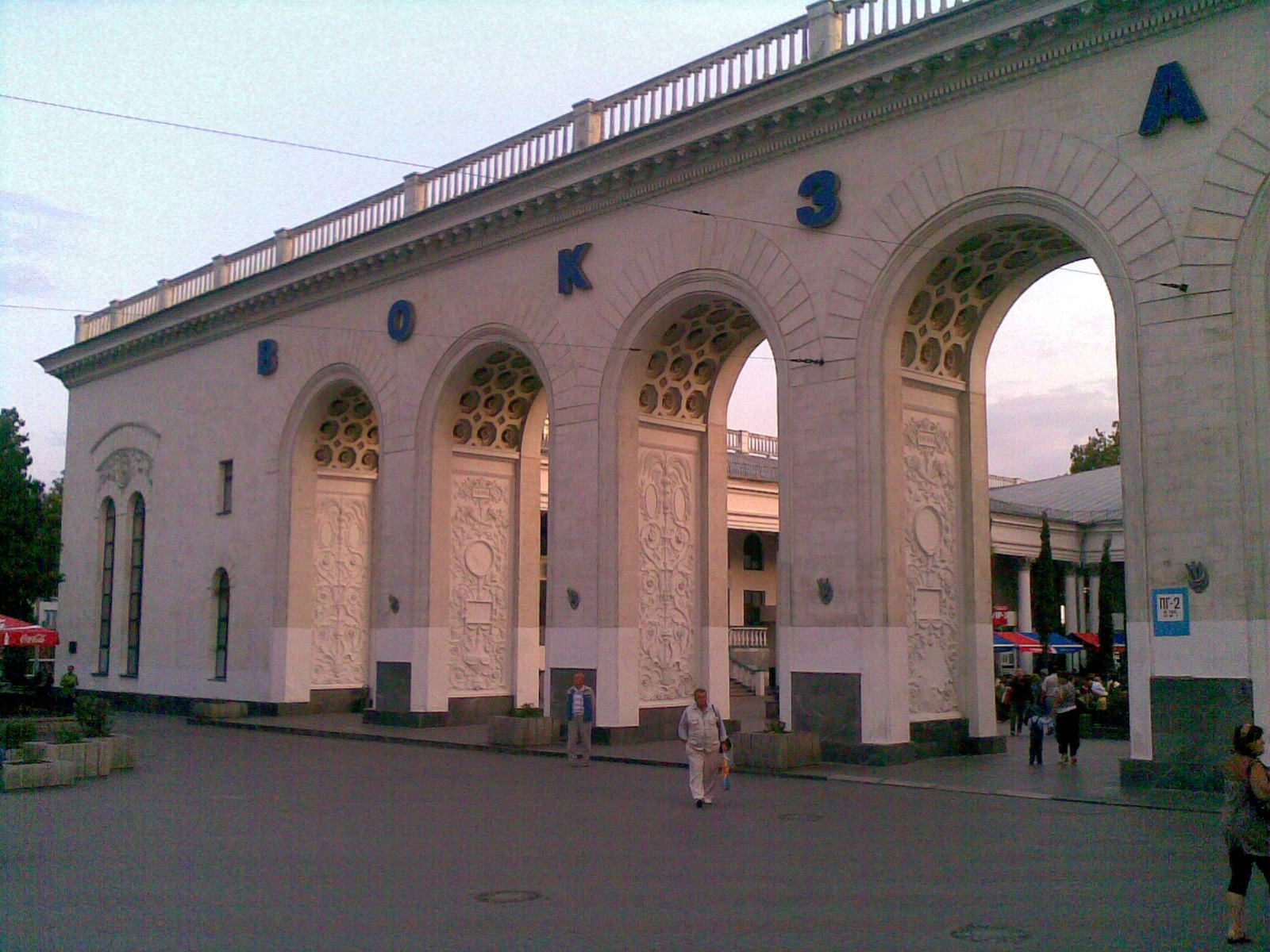
Palazzo principale.
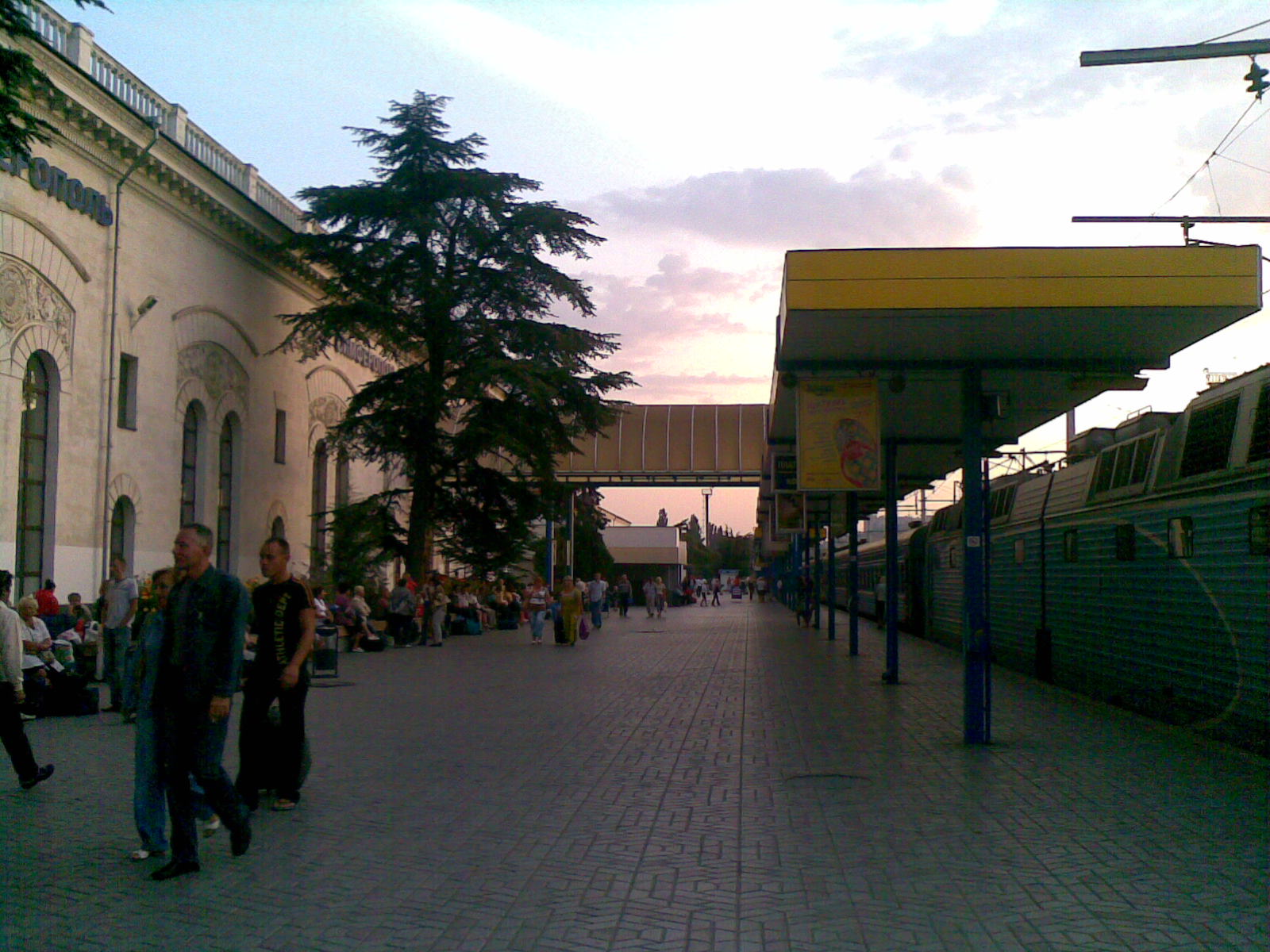
Piattaforma 1.
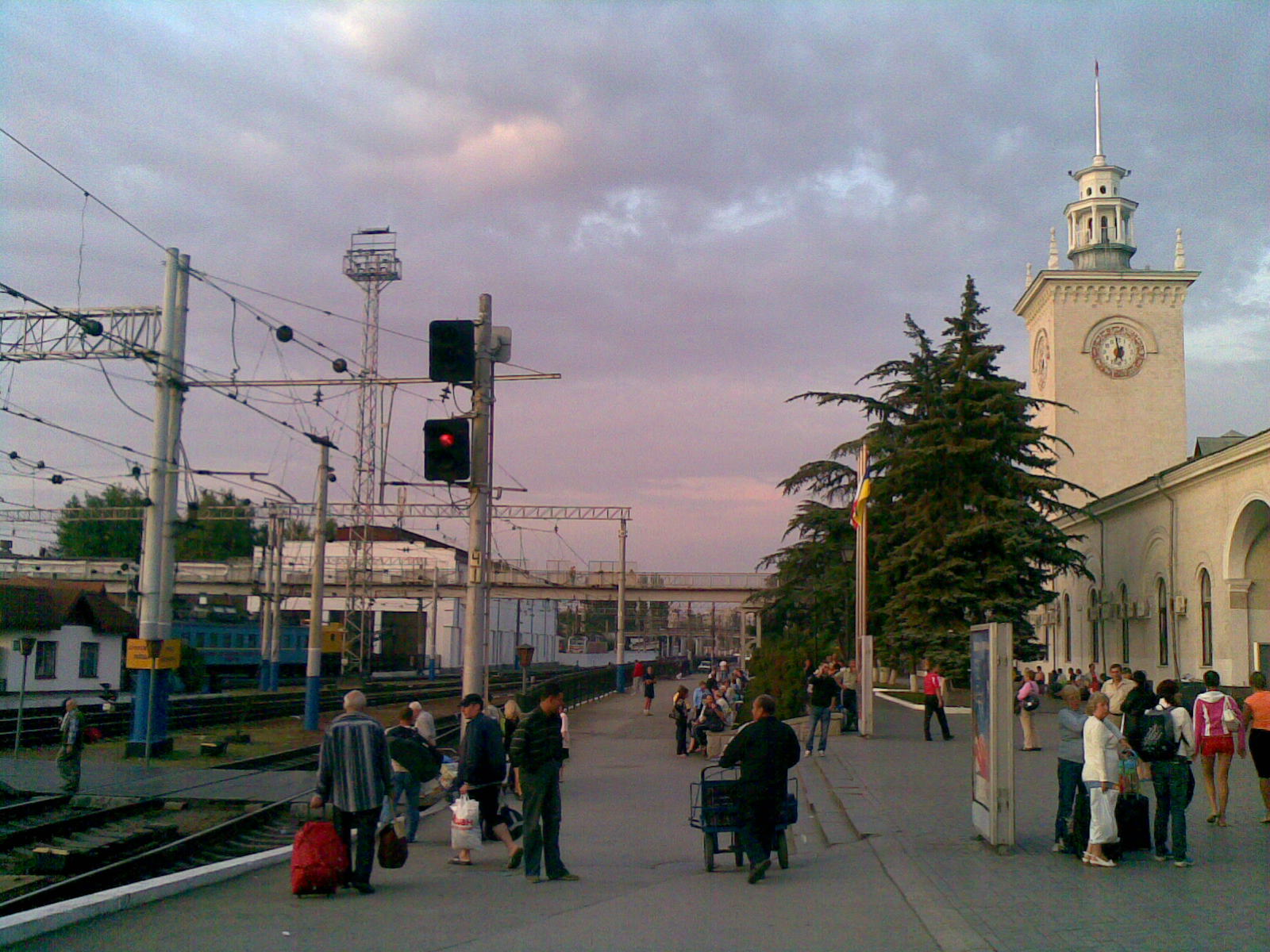
Torre dell'orologio.
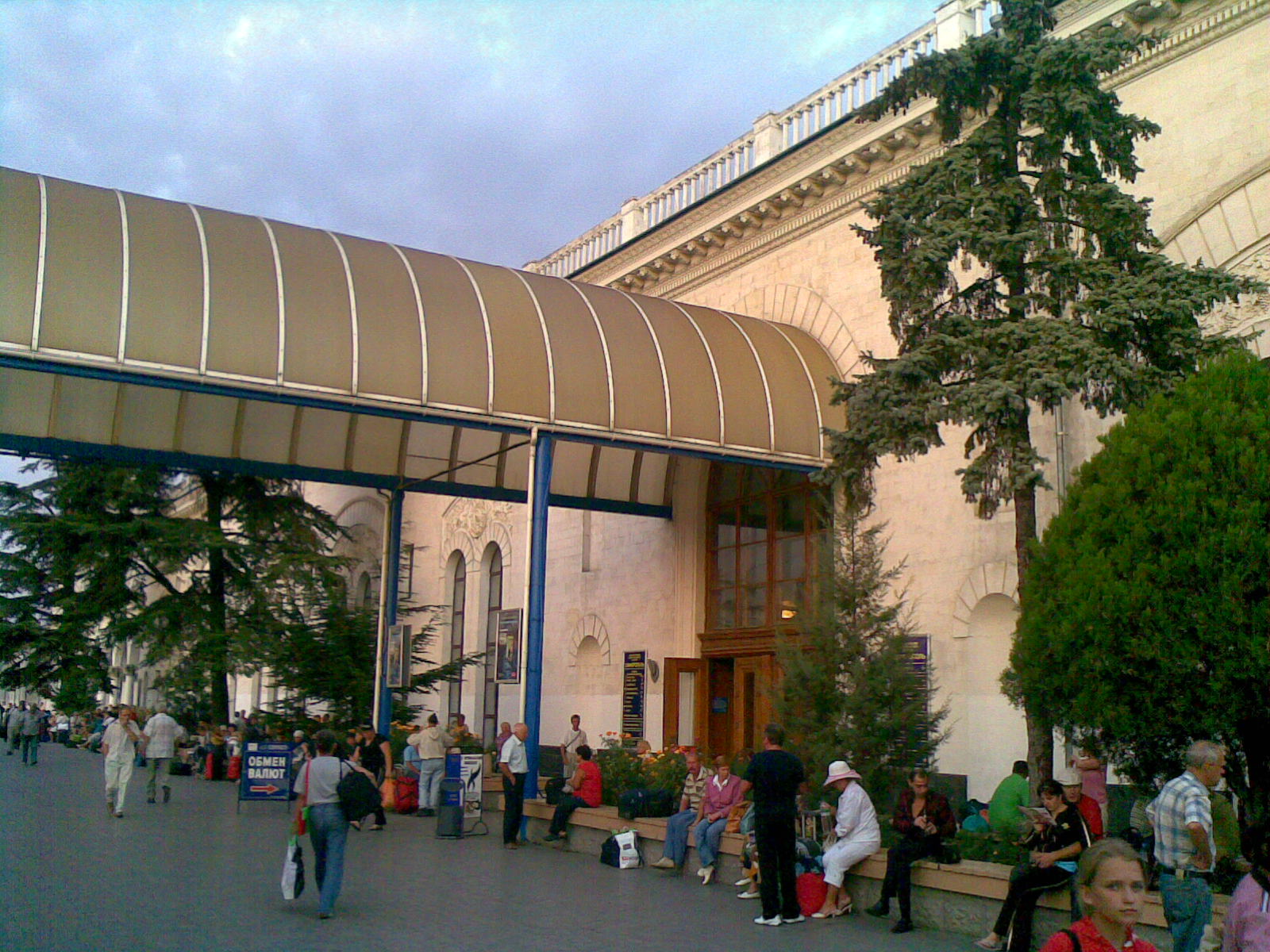
Esci dalla piattaforma 1.
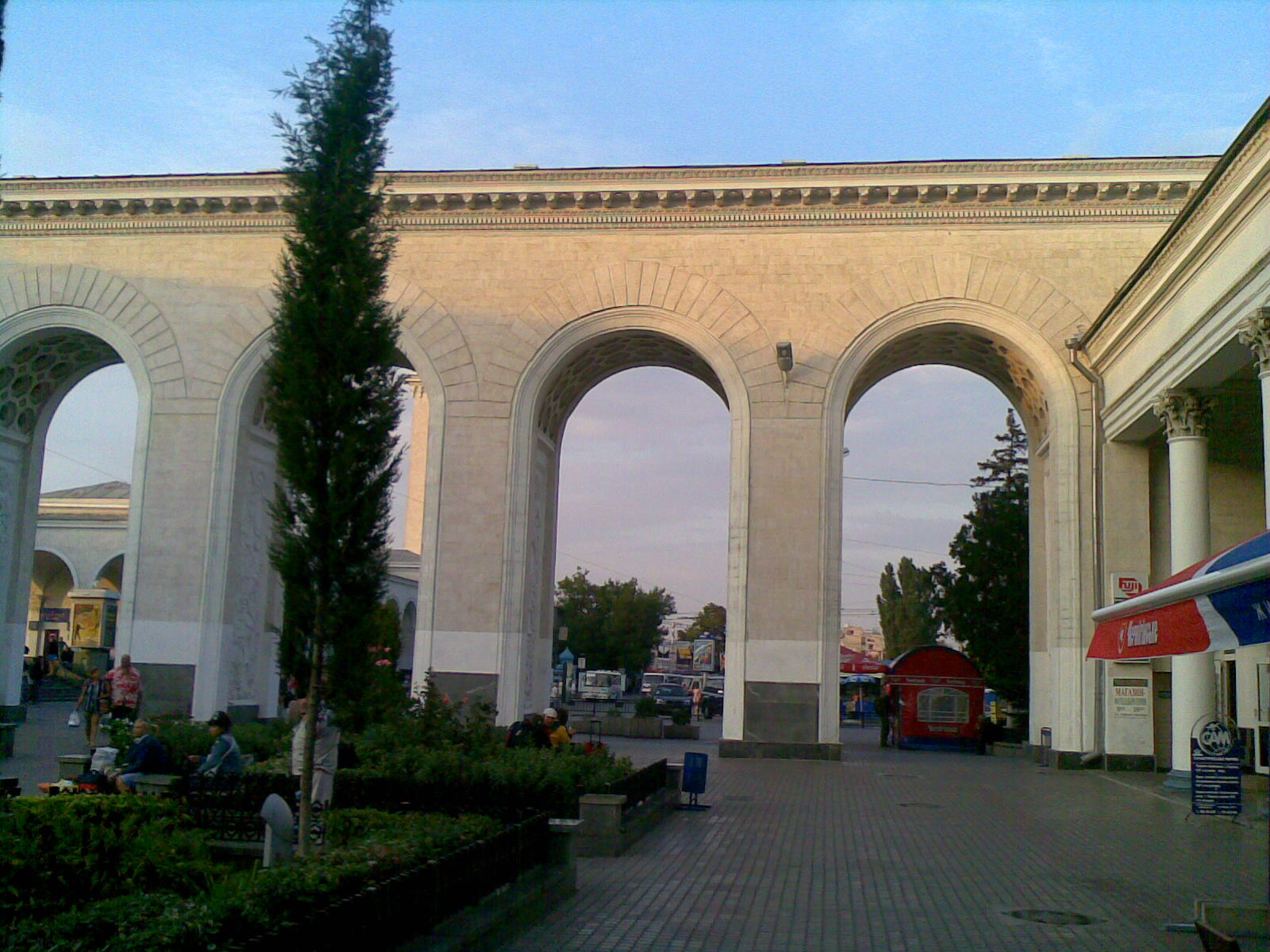
Giardino all'italiana.
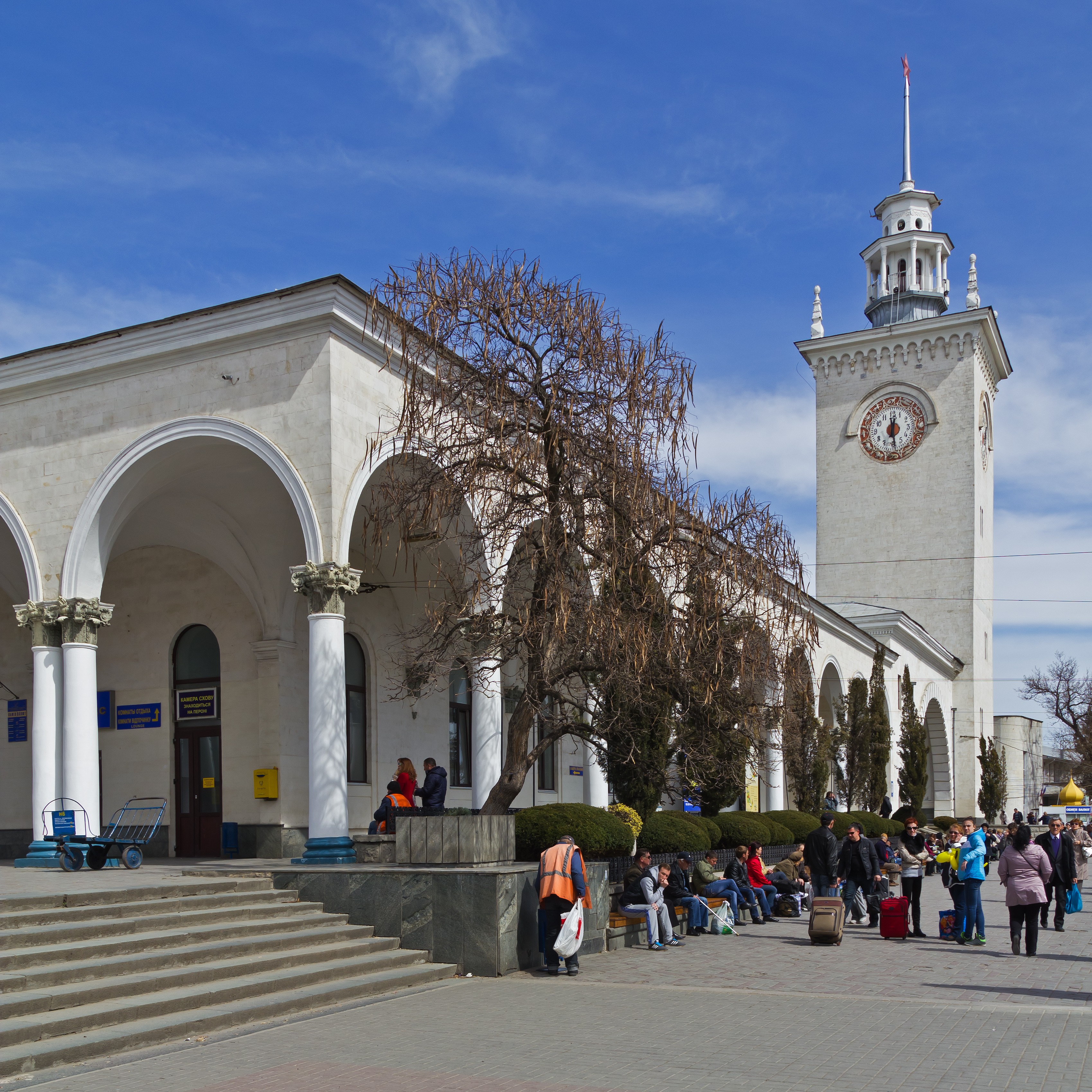
2014. Edificio principale.